# Protestantse Kerk van Holzhausen
De protestantse kerk in Holzhausen (Duits: Evangelische Kirche in Holzhausen) is de lutherse parochiekerk van Holzhausen, een Stadtteil van Porta Westfalica (Noordrijn-Westfalen)
Het kerkgebouw gaat op de hoge middeleeuwen terug en werd later vergroot.

## Geschiedenis

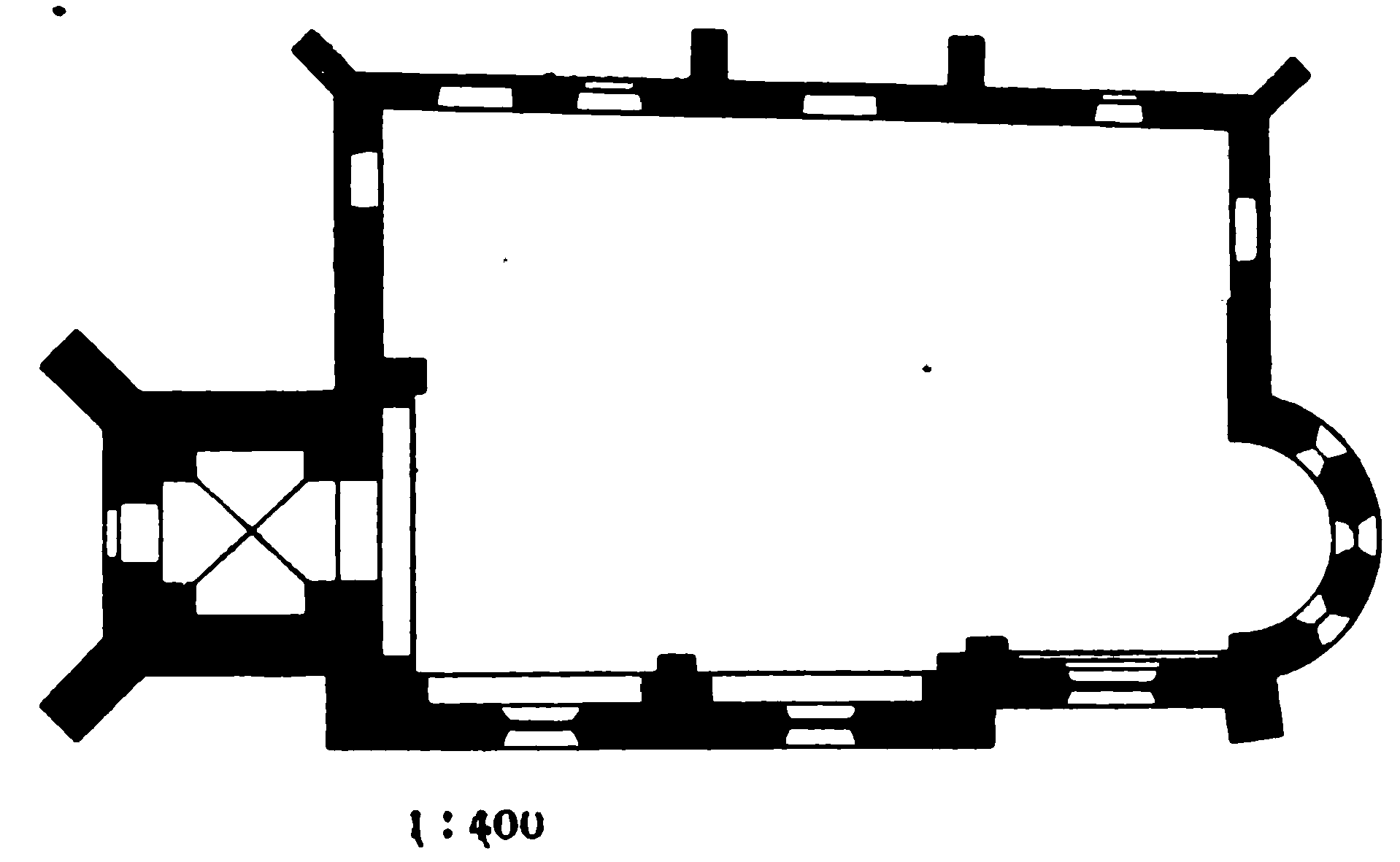
Plattegrond van de kerk

De exacte bouwtijd van de kerk is onbekend. De romaanse stijl van nog bestaande delen duiden op de 12e eeuw. Oorspronkelijk betrof de kerk een twee traveeën tellende zaalkerk met een ingesnoerd oostelijk koor van één travee, een apsis en een westelijke toren.
In de barokke tijd werd het kerkschip naar het noorden toe in de breedte verdubbeld. De gewelven werden toen afgebroken en vervangen door een vlak plafond. Aan de noordelijke kant van het schip werden twee ingangen ingebracht, waarvan één het jaartal 1719 draagt. In de apsis zijn nog de rondbogige ramen, maar het kerkschip bezit spitsbogige ramen die deels van maaswerk zijn voorzien.
Aan de met een zadeldak afgesloten romaanse toren werd in 1669 een portaal aangebouwd. De toren is op twee verdiepingen naar het kerkschip toe geopend, deze verdiepingen hebben nog kruisgewelven. De galmgaten zijn door zuiltjes in het midden tweedelig.

## Inrichting
Het kerkgebouw bezit in tegenstelling tot wat het eenvoudige exterieur zou doen vermoeden enkele bezienswaardige kunstwerken. In de apsis werd in 1929 een rond 1500 aangebracht fresco blootgelegd, dat de geseling van Christus uitbeeldt.
De houten kansel wordt versierd met reliëfs van houtsnijwerk, die de evangelisten voorstellen. Tot de oudste voorwerpen worden de twee laatgotische kelken van verguld zilver gerekend, waarvan één uit het jaar 1624 dateert. Een twaalfarmige, bronzen kroonluchter in de stijl van de renaissance stamt uit 1650.
In de kerktoren hangen twee monumentale klokken uit de jaren 1492 en 1552. In 1991 werd het gelui uitgebreid met een derde klok.